# チモール
チモール (thymol) は分子式 C10H14O で表されるモノテルペン誘導体。エタノール、エーテル、クロロホルム、酢酸、ベンゼンに易溶、グリセリン、水にやや溶ける。タチジャコウソウ（タイム）様の特有の香気を有する。舌をやくような味がある。ここではチモールの異性体としてイソプロピルメチルフェノールも扱う。
チモールを得る方法としては、タチジャコウソウなどの植物からのアルカリ抽出のほか、塩化アルミニウムの存在下での m-クレゾールと塩化イソプロピルの反応が知られている。
チモールは防腐剤、殺菌剤として歯磨き粉、軟膏、石鹸、化粧品などに用いられるほか、ミツバチヘギイタダニ駆除剤や呈色試薬としても用いられている。また、DL-メントールの合成原料ともなる。動物にも用いる。
鎮痛外用剤のサロメチールやアンメルツ、呼吸器疾患用外用薬のヴェポラッブ、洗口液のリステリンにはチモールが配合されている。

## 参考資料
主な執筆者、編者の順。
- 飯島 茂子「特集 日常に潜む接触皮膚炎 臨床例 外陰部湿疹用治療薬に含有されたイソプロピルメチルフェノールによるアレルギー性接触皮膚炎」『皮膚病診療』第42巻第1号、協和企画、2020年1月1日、72-75頁、doi:10.24733/pd.0000001918、ISSN 0387-7531、CRID 1390572174421687808。
- 池田 嘉津弘「第14回 ムヒ」『ファルマシア』第50巻第8号、公益社団法人 日本薬学会、2014年、802-803頁、doi:10.14894/faruawpsj.50.8_802、ISSN 0014-8601、CRID 1390001204498601728。
- LKF-A研究班（編）「LKF-A製剤の男性型脱毛症に対する臨床評価試験」『西日本皮膚科』第48巻第4号、日本皮膚科学会西部支部、1986年、738-748頁、doi:10.2336/nishinihonhifu.48.738、ISSN 0386-9784、CRID 1390001204300076416。
- 大西 重樹、佐藤 隆、米谷 融「高速液体クロマトグラフィーによる化粧品中のイソプロピルメチルフェノールの分析」『分析化学』第29巻第4号、公益社団法人 日本分析化学会、1980年、272-275頁、doi:10.2116/bunsekikagaku.29.4_272、ISSN 0525-1931、CRID 1390001204053275776。
- 久原 丈司、笠原 啓二、嶋田 格、松井 宏「殺菌剤の肌上への残存性を高める処方技術の開発」『日本化粧品技術者会誌』第51巻第1号、日本化粧品技術者会、2017年、33-40頁、CRID 1390282679478197504、doi:10.5107/sccj.51.33、ISSN 0387-5253。
- 厚生労働省 編「チモール」『日本薬局方』（第十六改正）、2011年、888頁。
- 甲野 涼、渡部 大容、大隅 尊史「1%イソプロピルメチルフェノール含有シャンプー療法で改善を認めた表在性膿皮症の犬の1例」『獣医臨床皮膚科』第24巻第3号、日本獣医皮膚科学会、2018年、153-155頁、doi:10.2736/jjvd.24.153、ISSN 1347-6416、CRID 1390845713002971264。
- 早川 律子「イソプロピルメチルフェノールによる接触皮膚炎 (抗原研究会-4-)」『治療』第63巻第11号、南山堂、1981年11月、2167-2169頁、ISSN 0022-5207、CRID 1522262180766008704。
- 村尾 太郎、宮崎 知子、羽鳥 三樹子、斎藤 文雄 (1983). “化粧品中の Butyl Paraben と Isopropyl Methyl Phenol に過敏なリール黒皮症の１例”. 皮膚 (日本皮膚科学会大阪地方会) 25 (4):  684-689. doi:10.11340/skinresearch1959.25.684. ISSN 0018-1390. CRID 1390282679776326272.
- 藤堂 浩明、足立 浩章、今井 教安、上中 麻規子、内田 崇志、大谷 道輝、澤田 美月、成田 昌稔（著）、用量設定法ガイドライン検討委員会（編）「無限用量にて適用した種々剤形からのイソプロピルメチルフェノールの皮膚透過性と皮膚内濃度の関係について—ヒト長期投与（安全性）試験の用量設定法ガイドライン策定のための検証結果 その1—」第43巻第2号、日本香粧品学会、2019年6月30日、doi:10.11469/koshohin.43.99、ISSN 1880-2532、CRID 1390566775147728640。他の執筆者は西島 貴史、野村 宜史、宮坂 美行、畑尾 正人、増永 卓司、山口 雅彦、佐々 齊、知久 真巳、川田 裕三、古屋 律子、藤井 まき子。

### 注
1. ↑  イソプロピルメチルフェノール、4-isopropyl-3-methylphenol、Biosol、p-Thymol。CAS 3228-02-2、PubChem 17395739、KEGG C14741。
2. ↑   イソプロピルメチルフェノールの用量設定法ガイドラインが検討された[2]。
3. ↑   用途：殺菌剤。防腐剤。防黴剤[3]。